# جواز سفر بريطاني (جزر كايمان)
جواز سفر جزر كايمان لهو جواز مواطني جزر كايمان وهو إقليم من أقاليم ما وراء البحار البريطانية منذ عام 2016 تصدر جميع جوازات السفر الكايمانية في المملكة المتحدة من قبل مكتب جوازات سفر صاحبة الجلالة.
ستعتمد جوازات السفر الكايمانية، إلى جانب أقاليم ما وراء البحار الأخرى بعد تقديم جواز السفر البريطاني، التصميم الأزرق الجديد.

## روابط خارجية
- الموقع الرسمي لمكتب جوازات السفر لجزر كايمان